# Dominik Livaković
Dominik Livaković, né le 9 janvier 1995 à Zadar en Croatie, est un footballeur international croate. Il évolue au poste de gardien de but au Fenerbahçe SK.

## Biographie

### Vie personnelle
Dominik Livaković est le fils de Zdravko Livaković qui a été secrétaire d'état croate et est apparenté à Josip Skoblar par sa mère Manuela. Il a comme références au poste de gardien de but Danijel Subašić, David de Gea et Iker Casillas.

### En sélection
Retenu dans une liste élargie de l'équipe de Croatie pour l'Euro 2016, Dominik Livaković n'est finalement pas sélectionné par Ante Čačić.
Livaković est retenu par le sélectionneur Zlatko Dalić dans la liste des 23 joueurs de l'équipe de Croatie pour participer à la coupe du monde 2018, qui se déroule en Russie. Il ne joue toutefois aucun match lors de ce tournoi, le titulaire au poste de gardien de but étant Danijel Subašić. À la retraite de ce dernier en 2018, Livaković devient le gardien numéro 1 de la sélection.
Il est convoqué par Zlatko Dalić, le sélectionneur de l'équipe nationale de Croatie, dans la liste des 26 joueurs croates retenus pour participer à l'Euro 2020.
Le 9 novembre 2022, il est sélectionné par Zlatko Dalić pour participer à la Coupe du monde 2022. Lors du huitième de finale face au Japon, il arrête trois tirs au but permettant à son équipe de se qualifier pour le tour suivant. Il devient le troisième gardien à réussir cette performance lors d'un match de Coupe du monde (après le Portugais Ricardo Pereira en 2006 et son compatriote Danijel Subašić en 2018). Il réalise à nouveau un arrêt lors de la victoire croate aux tirs au but en quart de finale face au Brésil, égalant ainsi le record d'arrêts sur une édition de coupe du monde de Harald Schumacher en 1982, Sergio Goycochea en 1990 et Subašić en 2018.
Le 20 mai 2024, il figure dans la liste des 26 joueurs croates retenus par Zlatko Dalić pour participer à l'Euro 2024.

## Statistiques
| Saison                | Club                  | Championnat           | Championnat | Championnat | Coupe(s) nationale(s) | Coupe(s) nationale(s) | Compétition(s) continentale(s) | Compétition(s) continentale(s) | Compétition(s) continentale(s) | Total | Total |
| Saison                | Club                  | Division              | M.          | B.          | M.                    | B.                    | Comp.                          | M.                             | B.                             | M.    | B.    |
| 2012-2013             | NK Zagreb             | Prva HNL              | 23          | 0           | 1                     | 0                     | -                              | -                              | -                              | 24    | 0     |
| 2013-2014             | NK Zagreb             | Druga liga            | 14          | 0           | -                     | -                     | -                              | -                              | -                              | 14    | 0     |
| 2014-2015             | NK Zagreb             | Prva HNL              | 35          | 0           | 1                     | 0                     | -                              | -                              | -                              | 36    | 0     |
| 2015-2016             | NK Zagreb             | Prva HNL              | 32          | 0           | 3                     | 0                     | -                              | -                              | -                              | 35    | 0     |
| Sous-total            | Sous-total            | Sous-total            | 104         | 0           | 5                     | 0                     | -                              | -                              | -                              | 109   | 0     |
| 2016-2017             | Dinamo Zagreb         | Prva HNL              | 22          | 0           | 1                     | 0                     | C1                             | 4                              | 0                              | 27    | 0     |
| 2017-2018             | Dinamo Zagreb         | Prva HNL              | 33          | 0           | -                     | -                     | C3                             | 4                              | 0                              | 37    | 0     |
| 2018-2019             | Dinamo Zagreb         | Prva HNL              | 21          | 0           | 3                     | 0                     | C3                             | 10                             | 0                              | 34    | 0     |
| 2019-2020             | Dinamo Zagreb         | Prva HNL              | 26          | 0           | 2                     | 0                     | C1                             | 12                             | 0                              | 40    | 0     |
| 2020-2021             | Dinamo Zagreb         | Prva HNL              | 33          | 0           | 1                     | 0                     | C1+C3                          | 2+12                           | 0+0                            | 48    | 0     |
| 2021-2022             | Dinamo Zagreb         | Prva HNL              | 34          | 0           | 1                     | 0                     | C1+C3                          | 6+8                            | 0+0                            | 49    | 0     |
| 2022-2023             | Dinamo Zagreb         | Prva HNL              | 35          | 0           | 3                     | 0                     | C1                             | 12                             | 0                              | 50    | 0     |
| 2023-2024             | Dinamo Zagreb         | Prva HNL              | 3           | 0           | 1                     | 0                     | C1                             | 4                              | 0                              | 8     | 0     |
| Sous-total            | Sous-total            | Sous-total            | 207         | 0           | 12                    | 0                     | -                              | 74                             | 0                              | 293   | 0     |
| 2023-2024             | Fenerbahçe            | Süper Lig             | 34          | 0           | -                     | -                     | C4                             | 6                              | 0                              | 40    | 0     |
| 2024-2025             | Fenerbahçe            | Süper Lig             | 22          | 0           | -                     | -                     | C1+C3                          | 4+6                            | 0                              | 32    | 0     |
| Sous-total            | Sous-total            | Sous-total            | 56          | 0           | -                     | -                     | -                              | 16                             | 0                              | 72    | 0     |
| Total sur la carrière | Total sur la carrière | Total sur la carrière | 367         | 0           | 17                    | 0                     | -                              | 90                             | 0                              | 474   | 0     |

### En sélections nationales
| Saison                | Sélection             | Phases finales                                     | Phases finales | Phases finales | Éliminatoires | Éliminatoires | Ligue des Nations | Ligue des Nations | Matchs amicaux | Matchs amicaux | Total | Total |
| Saison                | Sélection             | Compétition                                        | M              | B              | M             | B             | M                 | B                 | M              | B              | M     | B     |
| --------------------- | --------------------- | -------------------------------------------------- | -------------- | -------------- | ------------- | ------------- | ----------------- | ----------------- | -------------- | -------------- | ----- | ----- |
| 2016-2017             | Croatie               | -                                                  | -              | -              | -             | -             | -                 | -                 | 1              | 0              | 1     | 0     |
| 2017-2018             | Croatie               | Coupe du monde 2018                                | 0              | 0              | -             | -             | -                 | -                 | -              | -              | 0     | 0     |
| 2018-2019             | Croatie               | -                                                  | -              | -              | 1             | 0             | 1                 | 0                 | 1              | 0              | 3     | 0     |
| 2019-2020             | Croatie               | -                                                  | -              | -              | 5             | 0             | -                 | -                 | -              | -              | 5     | 0     |
| 2020-2021             | Croatie               | Euro 2020                                          | 4              | 0              | 3             | 0             | 6                 | 0                 | 3              | 0              | 16    | 0     |
| 2021-2022             | Croatie               | -                                                  | -              | -              | 3             | 0             | 2                 | 0                 | 1              | 0              | 6     | 0     |
| 2022-2023             | Croatie               | Coupe du monde 2022 + Ligues des nations 2022-2023 | 7+2            | 0              | 2             | 0             | 2                 | 0                 | 1              | 0              | 14    | 0     |
| 2023-2024             | Croatie               | Euro 2024                                          | 3              | 0              | 6             | 0             | -                 | -                 | 3              | 0              | 12    | 0     |
| 2024-2025             | Croatie               | -                                                  | -              | -              | -             | -             | 7                 | 0                 | -              | -              | 7     | 0     |
| Total sur la carrière | Total sur la carrière | Total sur la carrière                              | 16             | 0              | 20            | 0             | 18                | 0                 | 10             | 0              | 64    | 0     |

## Palmarès

### En club
| NK Zagreb (1)                                                   | Dinamo Zagreb (12) | Fenerbahçe SK                                   | Croatie                                                                                       |
| --------------------------------------------------------------- | --- | ----------------------------------------------- | --------------------------------------------------------------------------------------------- |
| - Championnat de Croatie de deuxième division - Champion : 2014 | - Championnat de Croatie (7) - Champion : 2018, 2019, 2020, 2021, 2022, 2023 et 2024. - Vice-champion : 2017 - Coupe de Croatie (2) - Vainqueur : 2018 et 2021 - Finaliste : 2017 et 2019 - Supercoupe de Croatie (3) - Vainqueur : 2019, 2022 et 2023 | - Championnat de Turquie - Vice-champion : 2024 | - Coupe du monde - Finaliste : 2018 - Troisième : 2022 - Ligue des nations - Finaliste : 2023 |